# Szkoła Podstawowa im. Jana Pawła II w Piwodzie
Szkoła Podstawowa im. Jana Pawła II w Piwodzie – szkoła podstawowa w Piwodzie.

## Historia

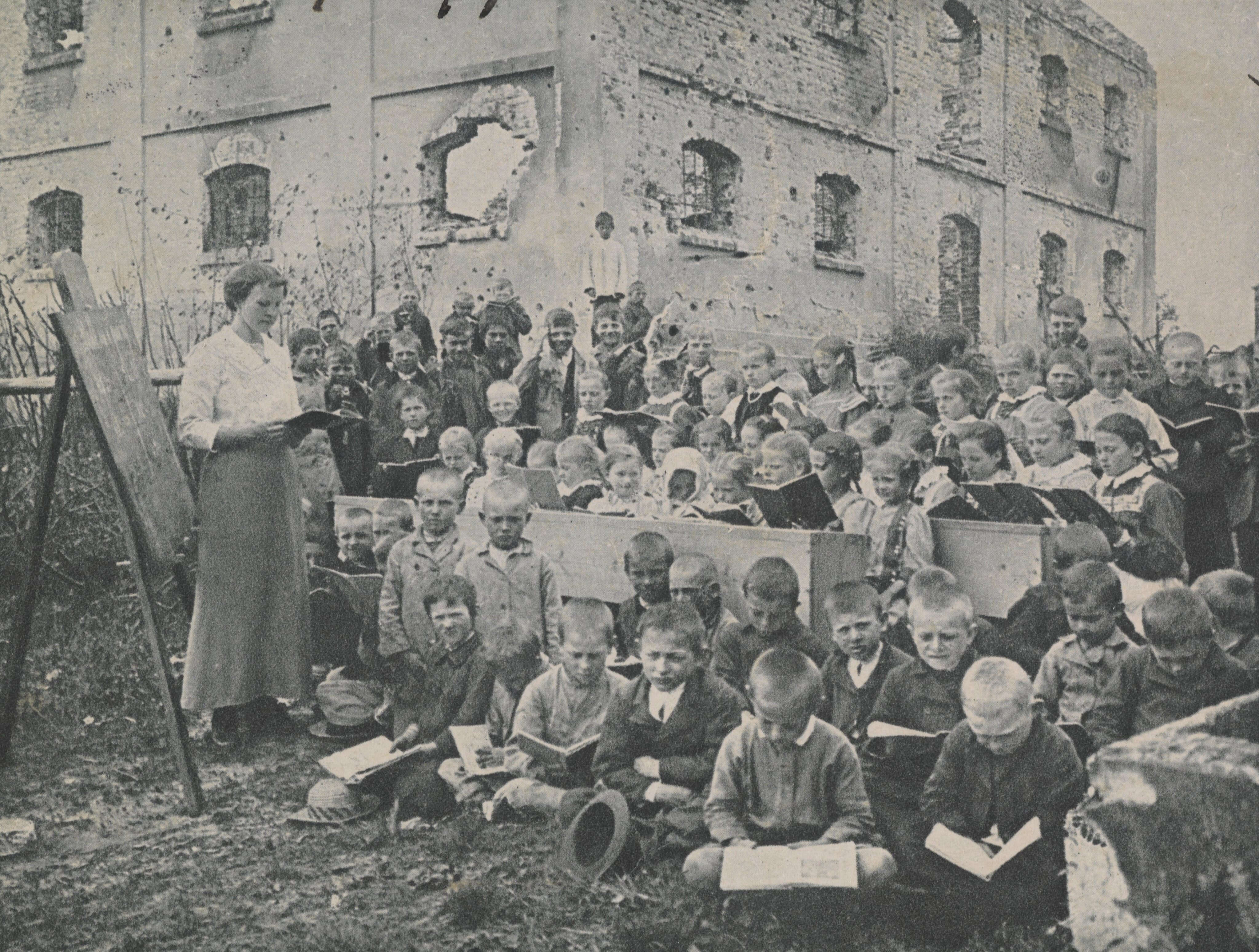
Piwoda - obrazek szkolny, 1916

Początki szkolnictwa w Piwodzie są datowane na 1868 rok, gdy powstała szkoła trywialna. Przydatnym źródłem archiwalnym do poznawania historii szkolnictwa w Galicji są austriackie Szematyzmy Galicji i Lodomerii, które padają wykaz szkół ludowych, wraz z nazwiskami ich nauczycieli. 
W 1868 roku z fundacji księcia Adama Czartoryskiego i jego córki Wandy, zbudowano murowany budynek szkolny. Pierwszym nauczycielem został Karol Szufa. Szkoły wiejskie początkowo były tylko męskie, a od 1890 roku były mieszane (koedukacyjne). W latach 1868–1873 szkoła w Piwodzie była trywialna, w latach 1873–1874 szkoła była ludowa, a w latach 1874–1877 była to szkoła filialna, a w latach 1878–1927 szkoła była 1-klasowa. 
W latach 1909–1910 nauczycielką pomocniczą była Maria Buchtalerz. W 1910 roku powstała szkoła eksponowana Hutki ad Piwoda, dla dzieci z Hutek i Olchowy, której nauczycielką została Maria Buchtalerz.
W 1914 roku w czasie wojny zniszczona została cała wieś i szkoły. W latach 1914–1939 szkoła mieściła się w dworskim spichlerzu. W 1927 roku szkoła stała się 2-klasowa i wznowiła działalność szkoła eksponowana w Hutkach, umieszczona w domu prywatnym. W latach 1936–1937 podjęto decyzję o budowie nowej szkoły, którą ukończono w 1939 roku. Podczas II wojny światowej szkoła była częściowo zdewastowana przez stacjonujące w niej wojska sowieckie i niemieckie. W 1945 roku szkoła wznowiła działalność jako 5-klasowa, a w 1948 roku zmieniona na 6-klasową i w 1949 roku na 7-klasową. Po 1951 roku szkołę wyremontowano, a w 1967 roku szkoła stała się 8-klasowa. W 1998 roku patronem szkoły został Jan Paweł II. W 1999 roku na mocy reformy oświaty zorganizowano 6-letnią szkołę podstawową i 3-letnie gimnazjum. W 2008 roku utworzono zespół szkół. W 2017 roku na mocy reformy oświaty przywrócono 8-letnią szkołę podstawową. Obecnie szkoła posiada także szkołę filialną w Cetuli.
Kierownicy i dyrektorzy.
1868–1870. Karol Szufa.
1870–1872. Jan Rożański.
1872–1873. posada nieobsadzona.
1873–1879. Marceli Frankiewicz.
1879–1901. Paweł Guzek.
1901–1902. Helena Milkówna.
1902–1920. Karol Będziński.
1920–1939. Maria Buchtalerz.
1945–1951. Franciszek Cebulak.
1951–1955. Władysław Sznerch.
1955–1991. Stanisława Kinasiewicz.